# كلاوديو فيلاغرا
كلاوديو فيلاغرا (بالإسبانية: Claudio Villagra)‏ (2 يناير 1997 - ) هو لاعب كرة قدم أرجنتيني في مركز الهجوم.

## روابط خارجية
- كلاوديو فيلاغرا على موقع قاعدة بيانات كرة القدم.إي يو (الإنجليزية)
- كلاوديو فيلاغرا على موقع Soccerway.com (الإنجليزية)